# Neighborhood 3 (Power Out)
Neighborhood #3 (Power Out) is een nummer van de Canadese indierockband Arcade Fire uit 2005. Het is de derde single van hun debuutalbum Funeral.

## Achtergrondinformatie
Voor het nummer haalden Arcade Fire inspiratie uit de ijsstorm die in 1998 over Montréal raasde. De tekst is somber ("Kids are dying in the snow") en behandelt thema's als hopeloosheid ("Don't have any dreams" / "Don't have any plans"). Desondanks heeft frontman Win Butler aangegeven dat de tekst dubbelzinnig is, en dat er ook een opbeurende kant aan de tekst zit. Daarmee doelt hij op de regels "And the power's out / In the heart of man / Take it from your heart / Put it in your hand". Ook verwijst de tekst naar Butlers idee dat het onmogelijk is om je geheimen volledig te verbergen. "Veel mensen hebben het idee dat er aspecten van je leven zijn die verborgen of geheim zijn. Maar ik denk dat mensen eigenlijk een open boek zijn", aldus Butler. Hij voegde eraan toe dat het nummer politiek geïnterpreteerd kan worden, aangezien de politieke figuren van die tijd werden beschuldigd van handelen met verborgen motieven.
"Neighborhood #3" flopte in Arcade Fires thuisland Canada. In het Verenigd Koninkrijk werd de plaat daarentegen een bescheiden hit met een 26e positie. Ook in het Nederlandse taalgebied behaalde het nummer geen hitlijsten; wel geniet het er tot op de dag van vandaag bekendheid en wordt het nog met enige regelmaat gedraaid door voornamelijk radiostations met een alternatief format.